# Zou, Coasta de Fildeș
Zou este o comună din regiunea Dix-Huit Montagnes, Coasta de Fildeș.